# Odontamblyopus rebecca
Odontamblyopus rebecca is een straalvinnige vissensoort uit de familie van grondels (Gobiidae). De wetenschappelijke naam van de soort is voor het eerst geldig gepubliceerd in 2003 door Murdy & Shibukawa.